# Soul Syndrome
Soul Syndrome è il cinquantatreesimo album in studio del cantante statunitense James Brown, pubblicato nel 1980.

## Tracce
1. Rapp Payback (Where Iz Moses?) – 14:01
2. (Do the) Mashed Potatoes – 5:18
3. Funky Men – 7:29
4. Smokin' & Drinkin' – 4:35
5. Stay With Me – 4:09
6. Honky Tonk – 4:52
7. Rapp Payback (Where Iz Moses?), Pt. 1 – 7:03
8. Rapp Payback (Where Iz Moses?), Pt. 2 – 3:27